# Daria Pezzoli-Olgiati
Daria Pezzoli-Olgiati (* 1966) ist eine Schweizer Religionswissenschaftlerin.

## Leben
Das Studium der Theologie an den Universitäten Freiburg im Üechtland und Zürich schloss sie 1996 mit der Promotion in Theologie ab. Nach der Habilitation 2002 in Religionswissenschaft an der Universität Zürich und Forschungsaufenthalten in Rom, Oxford und Trënt war sie von 2004 bis 2009 SNF-Förderungsprofessorin für Religionswissenschaft. Von 2010 bis 2016 leitete sie das Zentrum für Religion, Wirtschaft und Politik. Seit Oktober 2016 lehrt sie als Professorin für Religionswissenschaft und Religionsgeschichte an der Evangelisch-Theologischen Fakultät der Universität München.
Ihre Forschungsschwerpunkte sind Theorie und Methoden der Religionswissenschaft, Bild, Film und audiovisuelle Medien und Religion, Geschlechts- und Raumtheorien in der Religionsforschung und Religionsgeschichte und europäische Gegenwartskultur.

## Schriften (Auswahl)
- Täuschung und Klarheit. Zur Wechselwirkung zwischen Vision und Geschichte in der Johannesoffenbarung. Göttingen 1997, ISBN 3-525-53858-8.
- Immagini urbane. Interpretazioni religiose della città antica. Göttingen 2002, ISBN 3-7278-1392-X.
- mit Natalie Fritz, Anna-Katharina Höpflinger, Stefanie Knauß und Marie-Therese Mäder: Sichtbare Religion. Eine Einführung in Religionswissenschaft. Berlin 2018, ISBN 3-11-053407-X.
- als Herausgeberin mit Natalie Fritz, Marie-Therese Mäder und Baldassare Scolari: Leid-Bilder. Die Passionsgeschichte in der Kultur.  Marburg 2018, ISBN 978-3-89472-715-4.